# Выборы в Европейский парламент в Чехии (2004)
Выборы в Европарламент в Чехии в 2004 году проходили 11 и 12 июня. На этих выборах было избрано 24 депутата от Чехии. Явка на выборах составила 28,32 %.

## Результаты
| Партия                                                           | Голосов           | Мест |
| ---------------------------------------------------------------- | ----------------- | ---- |
| Гражданская демократическая партия                               | 700 942 (30,04 %) | 9    |
| Коммунистическая партия Чехии и Моравии                          | 472 862 (20,26 %) | 6    |
| SNK Европейские демократы                                        | 257 278 (11,02 %) | 3    |
| Христианско-демократический союз — Чехословацкая народная партия | 223 383 (9,57 %)  | 2    |
| Чешская социал-демократическая партия                            | 204 903 (8,78 %)  | 2    |
| «Независимые»                                                    | 191 025 (8,18 %)  | 2    |
| Партия зелёных                                                   | 73 932 (3,16 %)   | 0    |

## Депутаты от Чехии в Европарламенте
- Яна Бобошикова — «Независимые»
- Ян Бршезина — Христианско-демократический союз — Чехословацкая народная партия
- Милан Кабрнох — Гражданская демократическая партия
- Петр Духонь — Гражданская демократическая партия
- Гинек  Файмон — Гражданская демократическая партия
- Рихард Фальбр — Чешская социал-демократическая партия
- Вера Фласарова — Коммунистическая партия Чехии и Моравии
- Яна Гибашкова — SNK Европейские демократы
- Яромир Когличек — Коммунистическая партия Чехии и Моравии
- Иржи Машталька — Коммунистическая партия Чехии и Моравии
- Мирослав Оузкий (чеш. Miroslav Ouzký) — Гражданская демократическая партия
- Милослав Рансдорф — Коммунистическая партия Чехии и Моравии
- Владимир Ремек — Коммунистическая партия Чехии и Моравии
- Зузана Роитова (чеш. Zuzana Roithová) — Христианско-демократический союз — Чехословацкая народная партия
- Либор Роучек — Чешская социал-демократическая партия
- Нина Шкоттова — Гражданская демократическая партия
- Иво Стрейчек — Гражданская демократическая партия
- Даниэль Строз — Коммунистическая партия Чехии и Моравии
- Олдржих Власак — Гражданская демократическая партия
- Ян Захрадил — Гражданская демократическая партия
- Томаш Затлоукал — SNK Европейские демократы
- Владимир Железный — «Независимые»
- Йозеф Зеленец — SNK Европейские демократы
- Ярослав Звержина — Гражданская демократическая партия